# Damernas spelartrupper i landhockey vid olympiska sommarspelen 2004
Damernas spelartrupper i landhockey vid olympiska sommarspelen 2004 bestod av tio nationer.

## Grupp A

### Argentina
Coach: Sergio Vigil

1. Mariela Antoniska (GK)
2. Magdalena Aicega (c)
3. Marina di Giacomo
4. Ayelén Stepnik
5. Alejandra Gulla
6. Luciana Aymar
7. Vanina Oneto
8. Soledad García
9. Mariana González Oliva
10. Mercedes Margalot
11. María de la Paz Hernández
12. Cecilia Rognoni
13. Paola Vukojicic (GK)
14. Mariné Russo
15. Inés Arrondo
16. Claudia Burkart

### Kina
Coach: Kim Chang-Back

1. Nie Yali (GK)
2. Chen Zhaoxia (c)
3. Ma Yibo
4. Cheng Hui
5. Mai Shaoyan
6. Huang Junxia
7. Fu Baorong
8. Li Shuang
9. Gao Lihua
10. Tang Chunling
11. Zhou Wanfeng
12. Hou Xiaolan
13. Zhang Yimeng (GK)
14. Qiu Yingling
15. Chen Qiuqi
16. Chen Qunqing

### Japan
Coach: Kazunori Kobayashi

1. Rie Terazono (GK)
2. Keiko Miura (c)
3. Akemi Kato
4. Yukari Yamamoto
5. Sachimi Iwao
6. Chie Kimura
7. Rika Komazawa
8. Sakae Morimoto
9. Kaori Chiba
10. Naoko Saito
11. Tomomi Komori
12. Nami Miyazaki (GK)
13. Akiko Kitada
14. Rika Ishida
15. Emi Sakurai
16. Miyuki Nakagawa

### Nya Zeeland
Coach: Ian Rutledge

1. Kayla Sharland
2. Emily Naylor
3. Rachel Sutherland
4. Meredith Orr
5. Jaimee Provan
6. Leisen Jobe
7. Lizzy Igasan
8. Stacey Carr
9. Lisa Walton
10. Suzie Muirhead (c)
11. Beth Jurgeleit (GK)
12. Helen Clarke (GK)
13. Diana Weavers
14. Niniwa Roberts
15. Rachel Robertson
16. Tara Drysdale

### Spanien
Coach: Pablo Usoz

1. María Jesús Rosa (GK)
2. Rocío Ybarra
3. Bárbara Malda
4. Mónica Rueda
5. Silvia Bonastre
6. María del Carmen Martín
7. Marta Prat
8. Silvia Muñoz
9. Lucía López
10. María del Mar Feito
11. Maider Tellería
12. Erdoitza Goikoetxea
13. Núria Camón
14. Ana Pérez
15. Maider Luengo
16. Esther Termens

## Grupp B

### Australien
Coach: David Bell

1. Toni Cronk (GK)
2. Louise Dobson
3. Karen Smith
4. Peta Gallagher
5. Bianca Netzler
6. Emily Halliday
7. Nicole Arrold
8. Rachel Imison (GK)
9. Carmel Bakurski
10. Katie Allen
11. Angie Skirving
12. Melanie Twitt
13. Suzie Faulkner
14. Julie Towers
15. Katrina Powell (c)
16. Nikki Hudson

### Tyskland

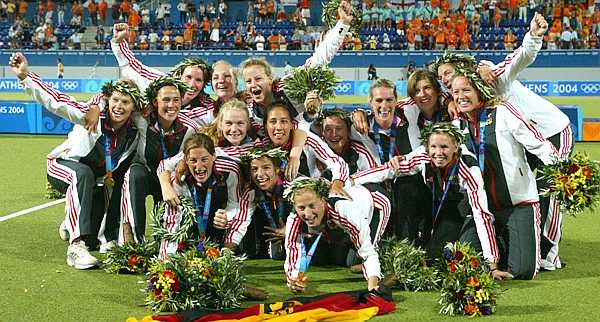

Coach: Markus Weise

1. Tina Bachmann
2. Denise Klecker
3. Mandy Haase
4. Nadine Ernsting-Krienke
5. Caroline Casaretto
6. Natascha Keller
7. Silke Müller
8. Marion Rodewald (c)
9. Heike Lätzsch
10. Fanny Rinne
11. Louisa Walter (GK)
12. Anke Kühn
13. Badri Latif
14. Julia Zwehl (GK)
15. Sonja Lehmann
16. Franziska Gude

### Sydkorea
Coach: Kim Sang-Ryul

1. Park Yong-Sook (GK)
2. Kim Yun-Mi
3. Lee Jin-Hee
4. Yoo Hee-Joo
5. Kim Jung-A
6. Lee Seon-Ok
7. Lee Mi-Seong
8. Park Eun-Kyung
9. Oh Ko-Woon
10. Kim Seong-Eun
11. Ko Kwang-Min
12. Park Mi-Hyun
13. Kim Jin-Kyoung
14. Lim Ju-Young (GK)
15. Kim Mi-Sun
16. Park Jeong-Sook

### Nederländerna

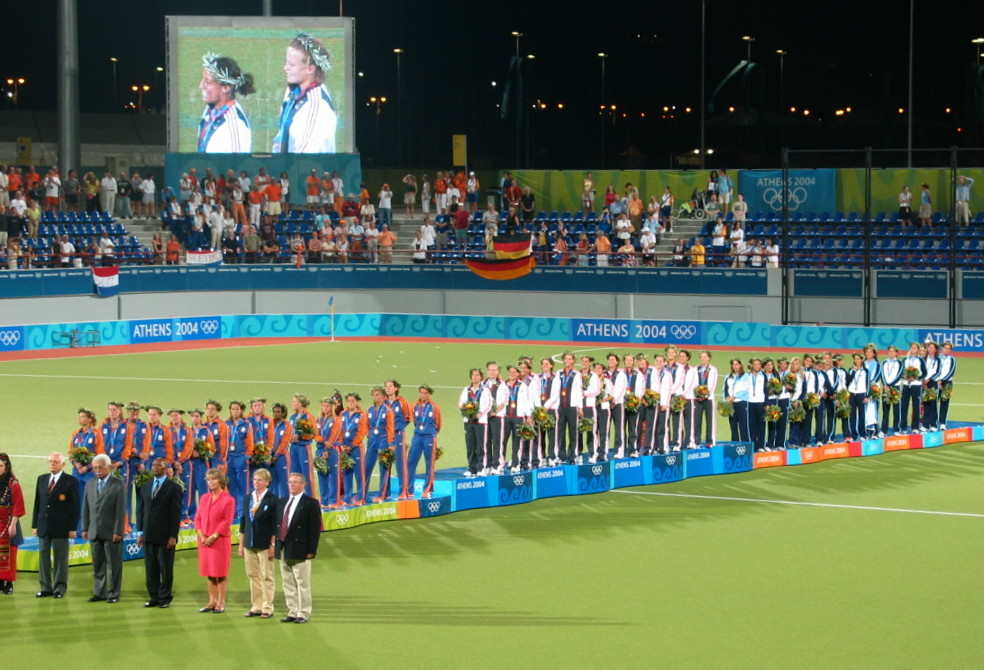
Nederländska laget (blått/orange) på podiet efter att ha vunnit silver

Head Coach: Marc Lammers

1. Clarinda Sinnige (GK)
2. Lisanne de Roever (GK)
3. Macha van der Vaart
4. Fatima Moreira de Melo
5. Jiske Snoeks
6. Maartje Scheepstra
7. Miek van Geenhuizen
8. Sylvia Karres
9. Mijntje Donners (c)
10. Ageeth Boomgaardt
11. Minke Smeets
12. Minke Booij
13. Janneke Schopman
14. Chantal de Bruijn
15. Eefke Mulder
16. Lieve van Kessel

### Sydafrika
Coach: Ros Howell

1. Caroline Birt (GK)
2. Kate Hector
3. Anli Kotze
4. Natalie Fulton
5. Marsha Marescia
6. Johke Koornhof
7. Lindsey Carlisle
8. Kerry Bee
9. Pietie Coetzee
10. Jenny Wilson
11. Fiona Butler
12. Liesel Dorothy
13. Tsoanelo Pholo
14. Sharne Wehmeyer
15. Susan Webber (c)
16. Grazjyna Engelbrecht (GK)